# 藤原無雨
藤原 無雨（ふじわら むう、男性、1987年 - ）は、日本の小説家。ライトノベル作家としてのペンネームはマライヤ・ムー。兵庫県姫路市生まれ。

## 来歴
2020年2月より今井三太郎との共著による作品『裏切られた盗賊、怪盗魔王になって世界を掌握する』の連載を、小説投稿サイト「小説家になろう」にて開始。同年8月に一迅社ノベルズより同作品が書籍化されライトノベル作家としてデビューする。同年10月からはライトノベル投稿サイト「ノベリズム」にて、投稿サイトから購読数によって原稿料を受け取る「契約作品」として『不良未満と顔だけさん』の連載を開始している。
2020年11月、「水と礫」で文藝賞を受賞し、あらためて純文学作家としてデビューした。2021年4月、『水と礫』が第34回三島由紀夫賞候補となる。

## 人物
1987年、兵庫県のクリスチャンホーム（家族全員がキリスト教徒の家庭）に生まれる。好きな作家として、フアン・ルルフォ、ガブリエル・ガルシア＝マルケス、ヴィクトル・ペレーヴィン、フランツ・カフカ、ディーノ・ブッツァーティ、保坂和志、太宰治、梶井基次郎を挙げている。
ニコニコ動画初期には「俺ヴォイス」と称した、自身の声を使った動画を投稿していた。
ライトノベルでの名義は、『ジョジョの奇妙な冒険 Part3 スターダストクルセイダース』に登場する「マライア」からとったもの。

## 作品リスト

### 単行本
- 『水と礫』（2020年11月、河出書房新社）
  - 水と礫（『文藝』2020年冬季号）
- 『その午後、巨匠たちは、』（2022年2月、河出書房新社）
  - その午後、巨匠たちは、（『文藝』2021年冬季号）

マライヤ・ムー名義
- 『裏切られた盗賊、怪盗魔王になって世界を掌握する』（2020年8月、一迅社ノベルズ）
- 『外れスキルでSSSランク魔境を生き抜いたら、世界最強の錬金術師になっていた１〜快適拠点をつくって仲間と楽しい異世界ライフ〜』(2022年5月27日、スターツ出版)
- 『外れスキルでSSSランク魔境を生き抜いたら、世界最強の錬金術師になっていた 2 〜快適拠点をつくって仲間と楽しい異世界ライフ〜』(2022年10月28日、スターツ出版)
- 『外れスキルでSSSランク魔境を生き抜いたら、世界最強の錬金術師になっていた 3 〜快適拠点をつくって仲間と楽しい異世界ライフ〜』(2023年5月26日、スターツ出版)

### 単行本未収録作品
小説
- お父さんは月に行くよ（『文藝』2022年夏季号）
- 五十六億七千万重奏（『文學界』2022年7月号）
- グッド・バイ・バカヤロ（『文藝』2023年夏季号）

エッセイなど
- 命よりも大切な物語（穂村弘との対談、『文藝』2020年冬季号）
- 受賞のコトバ（『公募ガイド』2020年12月号）
- 外向きの小説について（『文學界』2021年4月号）
- ひなたぼっこは難しい（『新潮』2021年8月号）
- 第4巻 悪文家プルーストと乙女たち（特集 プルーストを読む日々）（『文學界』2021年10月号）
- ナムストロビア紀行（『文學界』2021年12月号）
- 死なないそして老いるのだ（『群像』2022年1月号）